# Глизе 867
Глизе 867 (англ. Gliese 867) — тройная звезда в созвездии Водолея на расстоянии приблизительно 29 световых лет (около 8,9 парсеков) от Солнца.

## Характеристики
Первый компонент (FK Водолея (лат. FK Aquarii), HD 214479, Глизе 867A) — красный карлик, эруптивная переменная звезда типа UV Кита (UV), вращающаяся переменная звезда типа BY Дракона (BY) спектрального класса M2Ve или M1Ve. Видимая звёздная величина звезды — от +11,72m до +10,79m. Масса — около 0,42 солнечной, радиус — около 0,73 солнечного, светимость — около 0,015 солнечной. Эффективная температура — около 3800 К.
Второй компонент (FL Водолея (лат. FL Aquarii), Глизе 867B) — красный карлик, эруптивная переменная звезда типа UV Кита (UV), вращающаяся переменная звезда типа BY Дракона (BY) спектрального класса M3Ve или M1Ve. Видимая звёздная величина звезды — от +14,16m до +13,2m. Масса — около 0,42 солнечной, радиус — около 0,52 солнечного. Эффективная температура — около 3578 К. Удалён на 23,5 угловых секунды. Орбитальный период — около 4,032 суток.
Третий компонент — предположительно красный карлик спектрального класса M. Масса — около 0,26 солнечной. Орбитальный период — около 2867 суток (7,8494 лет).